# 高明大桥
高明大桥也称为飞云江跨海特大桥是中国浙江省温州市一座高速公路桥梁，是甬莞高速公路（甬台温复线高速公路）灵昆至马站段的重要组成部分，以元朝瑞安人，南戲鼻祖高則誠的名字命名，2018年4月16日主跨合龙，2019年11月15日随甬台温复线灵昆马站段通车运营。